# Nordischer Klassizismus

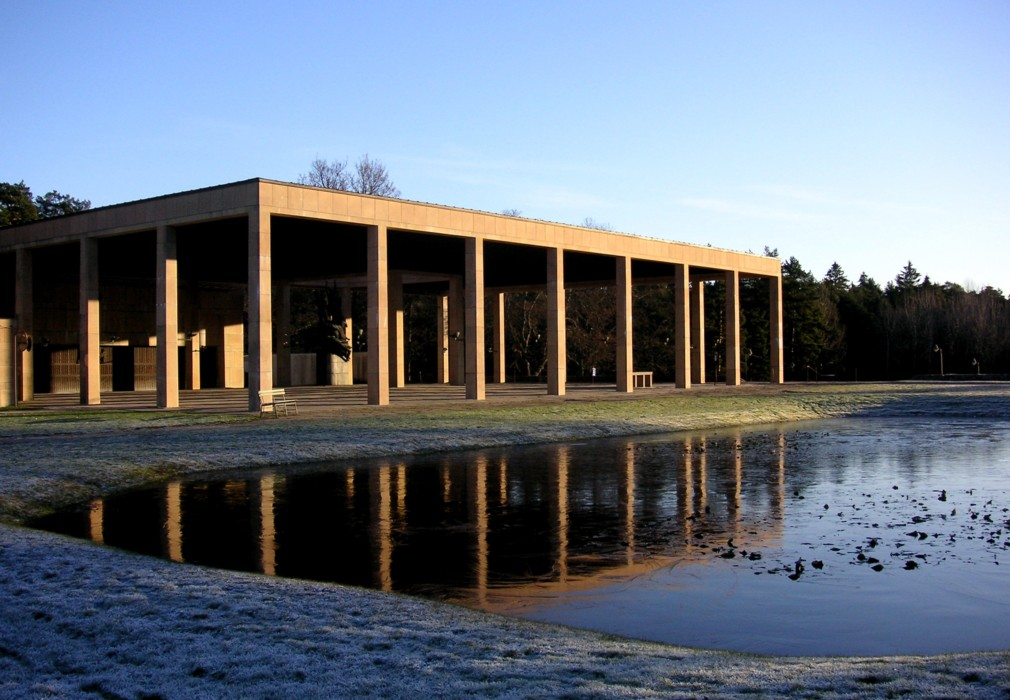
Vorhalle der Friedhofskapelle Tallum, Stockholm. 1935 von Gunnar Asplund entworfen.

Nordischer Klassizismus (auch Klassische Moderne des Nordens genannt) beschreibt einen Architekturstil, der sich grob den 1920er Jahren zuordnen lässt und in den Nordischen Ländern verbreitet war. Der Stil zeichnet sich durch eine Kombination aus klassizistischen Elementen und Formen der griechisch-römischen Antike aus. 
Der Nordische Klassizismus war eine relativ kurze Erscheinung in der Architektur und entwickelte sich aus Jugendstil und Klassizismus. Ab 1930 erreichte der Funktionalismus die nordischen Staaten und setzte der Epoche des Nordischen Klassizismus langsam ein Ende.

## Geschichte
Die Entwicklung des Nordischen Klassizismus beruht sowohl auf klassizistischen Elementen als auch auf dem traditionellen Baustil nordeuropäischer Staaten. Viele nordische Architekten ließen sich auf Bildungsreisen nach Italien und Deutschland von den dortigen Baustilen inspirieren und setzten diese Ideen dann in ihrer nordischen Heimat um. Diese Tatsache hat zur Folge, dass heute einige nordische Bauwerke aus dieser Zeit Elemente des Neoklassizismus und der Moderne des Deutschen Werkbundes tragen. Auch Gedanken von Le Corbusier wurden bei den Entwürfen aufgegriffen. 
Nicht nur Aussehen und Gestaltung waren Gründe für den neuen Architekturstil. Auch das Wachstum der nordischen Städte und der Bedarf an öffentlichen Gebäuden sowie geänderte Bauvorschriften erforderten eine Weiterentwicklung. Des Weiteren war die Politik in den 1920er Jahren linksgerichtet und der Wohlfahrtsstaat nahm seinen Anfang. Trotz dieser Entwicklungen wurden jedoch nicht nur Schulen, Krankenhäuser und Verwaltungsgebäude gebaut, sondern auch einfache Arbeiterhäuser.
Anfang der 1930er Jahre zeichnete sich das Ende der Epoche ab, nicht zuletzt durch die Stockholmer Ausstellung 1930 und den dortigen Entwürfen von Gunnar Asplund und Sigurd Lewerentz, wobei auch nach diesem Zeitpunkt noch einige Jahre Gebäude in diesem Stil errichtet wurden.

## Vertreter

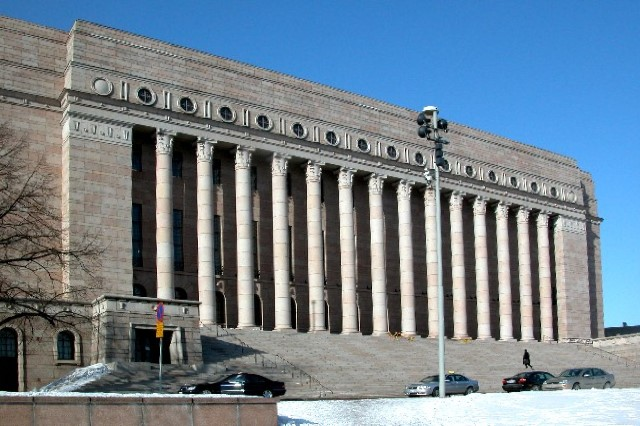
Parlamentsgebäude in Helsinki, Finnland, 1926 von Johan Sigfrid Sirén entworfen

In allen Nordischen Ländern gab es zahlreiche Vertreter des Nordischen Klassizismus'. Folgende Aufzählung stellt eine Auswahl herausragender Vertreter dieser Epoche dar.
- Alvar Aalto
- Sigurd Lewerentz
- Ragnar Östberg
- Gunnar Asplund
- Carl Westman
- Sven Markelius
- Arne Jacobsen
- Carl Petersen
- Johan Sigfrid Sirén

## Merkmale

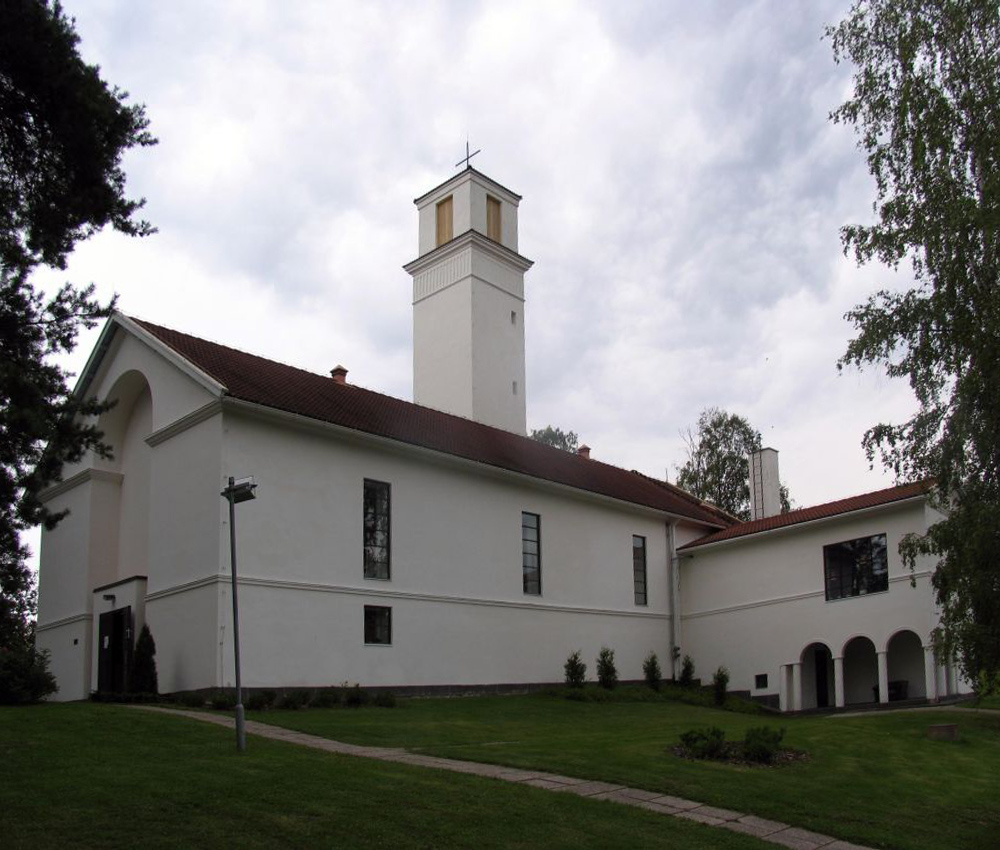
Kirche des Ortes Muurame in Finnland, 1929 von Alvar Aalto entworfen

Eine eigene architektonische Stilrichtung konnte sich in den Nordischen Ländern um die Jahrhundertwende nur schwer entwickeln, da die Landstriche eher dünn besiedelt waren und die Struktur der Bevölkerung eher bäuerlich geprägt war. 
Obwohl sich der Stil erst ab ca. 1920 vollständig bemerkbar machte, hatte 1914 bereits Carl Bergstein erkannt, dass der Nordische Klassizismus die Voraussetzung für die moderne Architektur in Nordeuropa sein werde. So waren die ersten Werke in der Anfangszeit eine Mischung aus Klassizismus und traditionellen Baustils. Erst im Laufe der Jahre gewannen die Bauten an Klarheit und Struktur.